# دييغو سواريز هرنانديز
دييغو سواريز هرنانديز (بالإسبانية: Diego Suárez Hernández)‏ (10 أكتوبر 1994 في إسبانيا - ) هو لاعب كرة قدم إسباني في مركز الهجوم. لعب مع ريال سرقسطة ونادي ليدا وDeportivo Aragón ‏.

## وصلات خارجية
- دييغو سواريز هرنانديز على موقع قاعدة بيانات كرة القدم.إي يو (الإنجليزية)
- دييغو سواريز هرنانديز على موقع Soccerway.com (الإنجليزية)
- دييغو سواريز هرنانديز على موقع AS.com (الإسبانية)